# Bathymetra
Bathymetra is een geslacht van haarsterren uit de familie Antedonidae.

## Soorten
- Bathymetra abyssicola (Carpenter, 1888)
- Bathymetra carpenteri A.H. Clark, 1908